# Liste der Biografien/Doz
Liste der Biografien |
Portal Biografien |
Personensuche
# |
A |
B |
C |
D |
E |
F |
G |
H |
I |
J |
K |
L |
M |
N |
O |
P |
Q |
R |
S |
T |
U |
V |
W |
X |
Y |
Z |
?
 
Da |
Db |
Dc |
Dd |
De |
Dg |
Dh |
Di |
Dj |
Dk |
Dl |
Dm |
Dn |
Do |
Dq |
Dr |
Ds |
Du |
Dv |
Dw |
Dy |
Dz
 
Doa |
Dob |
Doc |
Dod |
Doe |
Dof |
Dog |
Doh |
Doi |
Doj |
Dok |
Dol |
Dom |
Don |
Doo |
Dop |
Doq |
Dor |
Dos |
Dot |
Dou |
Dov |
Dow |
Dox |
Doy |
Doz
Die Liste der Biografien führt alle Personen auf, die in der deutschsprachigen Wikipedia einen Artikel haben. Dieses ist eine Teilliste mit 16 Einträgen von Personen, deren Namen mit den Buchstaben „Doz“ beginnt.

## Doz

### Doza
- Dóža, Patrik (* 1993), tschechischer Unihockeyspieler

### Doze
- Dozenko, Anastassija Alexandrowna (* 1986), russische Skilangläuferin
- Dozenko, Andrij (* 1994), ukrainischer Skilangläufer und Biathlet
- Dozenko, Serhij (* 1979), ukrainischer Boxer

### Dozi
- Dozier, Carroll Thomas (1911–1985), US-amerikanischer Geistlicher, Bischof von Memphis
- Dozier, James L. (* 1931), US-amerikanischer Offizier, Major General der US Army
- Dozier, Lamont (1941–2022), US-amerikanischer Songwriter und Produzent
- Dozier, William (1908–1991), US-amerikanischer Filmproduzent und Schauspieler

### Dozo
- Dozo, Marie-Hélène, belgische Filmeditorin
- Dozois, Gardner (1947–2018), US-amerikanischer Science-Fiction-Autor und -Herausgeber

### Dozs
- Dózsa, György († 1514), Anführer des Ungarischen BauernaufstandesGyörgy Dózsa († 1514)

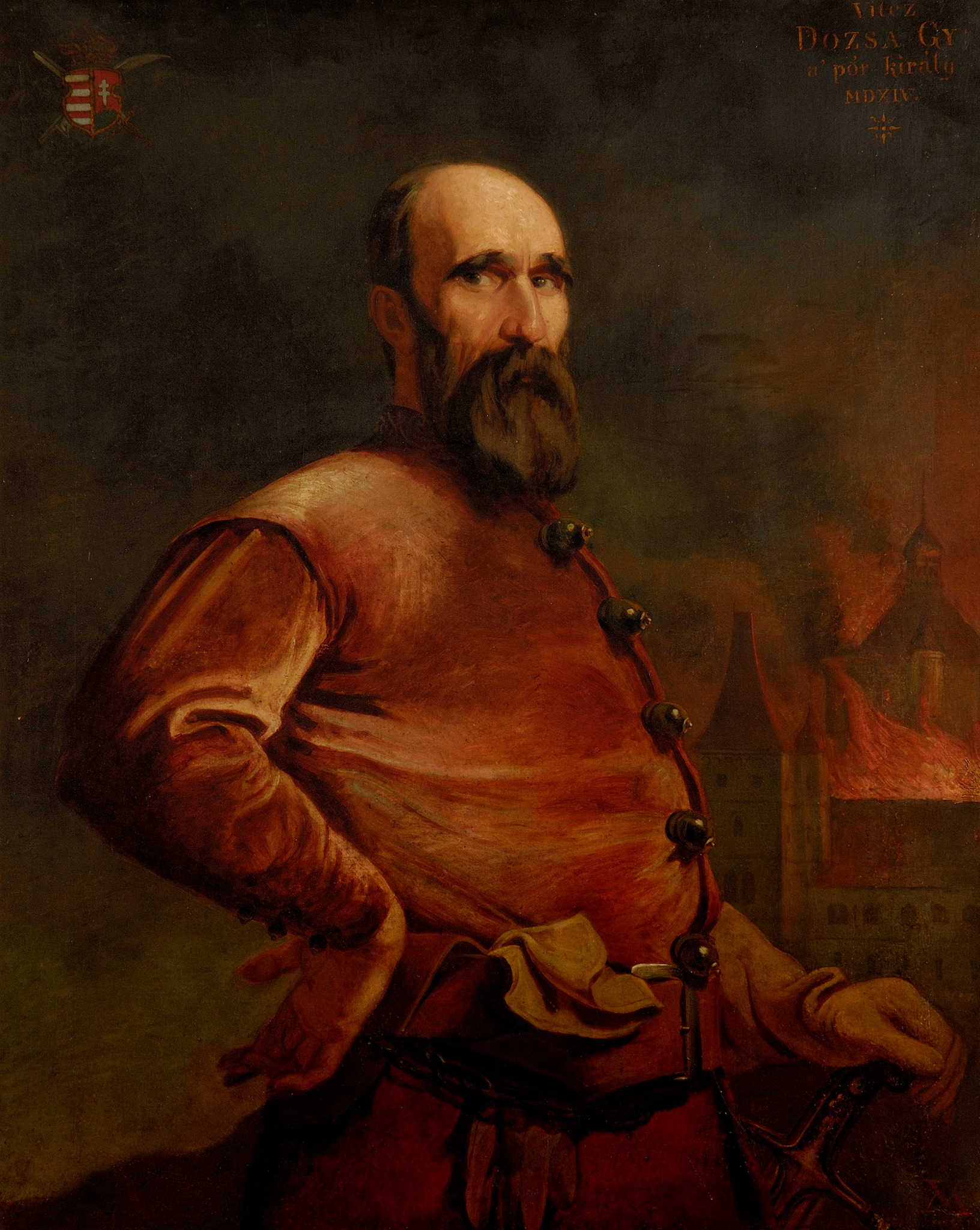
György Dózsa († 1514)

- Dózsa-Farkas, Kinga (* 1943), deutsche Designerin

### Dozy
- Dozy, Iman (1887–1957), niederländischer Fußballspieler
- Dozy, Jean-Jacques (1908–2004), niederländischer Geologe
- Dozy, Reinhart (1820–1883), niederländischer Orientalist

### Dozz
- Dozzler, Christian (* 1958), österreichischer Bluesmusiker